# Diultydag
Diultydag (ros. Дюльтыдаг) – pasmo górskie w Paśmie Bocznym łańcuchu Wielkiego Kaukazu, w Rosji, w Dagestanie. Najwyższy szczyt pasma, Diultydag, ma wysokość 4127,2 m n.p.m. Występują lodowce górskie.